# Антимонид ниобия
Антимонид ниобия — бинарное неорганическое соединение
ниобия и сурьмы 
с формулой NbSb,
кристаллы.

## Получение
- Сплавление чистых веществ в инертной атмосфере:

{\displaystyle {\mathsf {Nb+Sb\ {\xrightarrow {1020^{o}C}}\ NbSb}}}

## Физические свойства
Антимонид ниобия образует диамагнитные кристаллы
гексагональной сингонии,
пространственная группа P 63/mmc,
параметры ячейки a = 0,4270 нм, c = 0,5447 нм, Z = 2
.
При температуре <4,2 К переходит в сверхпроводящее состояние 